# Prospect Heights (Brooklyn)

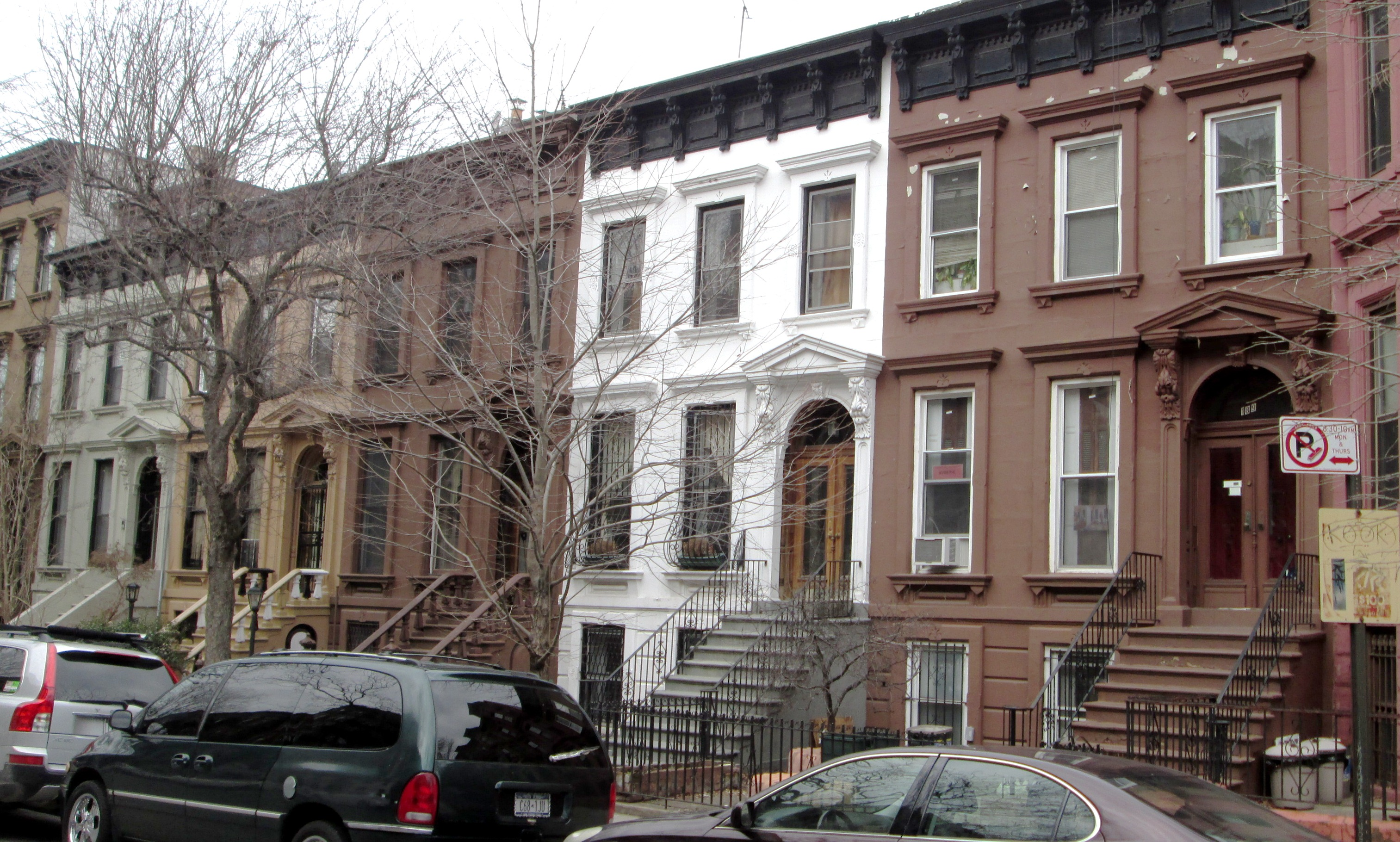
Reihenhäuser am Prospect Place im Prospect Heights Historic District

Prospect Heights ist ein Stadtteil (Neighborhood) im Stadtbezirk Brooklyn (Kings County) in New York City, Vereinigte Staaten. Der relativ kleine Stadtteil zeichnet sich durch seine kulturelle Vielfalt sowie seine von Bäumen gesäumten Straßen aus.
Im Jahr 2020 lebten hier laut US-Census 21.109 Menschen auf einer Fläche von rund 0,8 km². Prospect Heights ist Teil des Brooklyn Community District 8 und gehört zum 77. Bezirk des New Yorker Polizeidepartements.

## Lage
Prospect Heights liegt im Nordwesten von Brooklyn südöstlich von Downtown Brooklyn und wird im Allgemeinen von der Atlantic Avenue im Norden, der Washington Avenue im Osten, dem Eastern Parkway, dem Brooklyn Botanic Garden und Prospect Park im Süden sowie der Flatbush Avenue und dem Grand Army Plaza im Westen begrenzt. Benachbarte Stadtteile sind Fort Greene, Clinton Hill, Crown Heights und Park Slope. Jenseits des Eastern Parkway befindet sich im Brooklyn Botanic Garden das Brooklyn Museum und am Mount Prospect Park die „Central Library“. In der nordwestlichen Ecke des Stadtteils liegt die Multifunktionsarena Barclays Center, die unter anderem die Heimstätte des Basketballteams Brooklyn Nets ist.

## Beschreibung

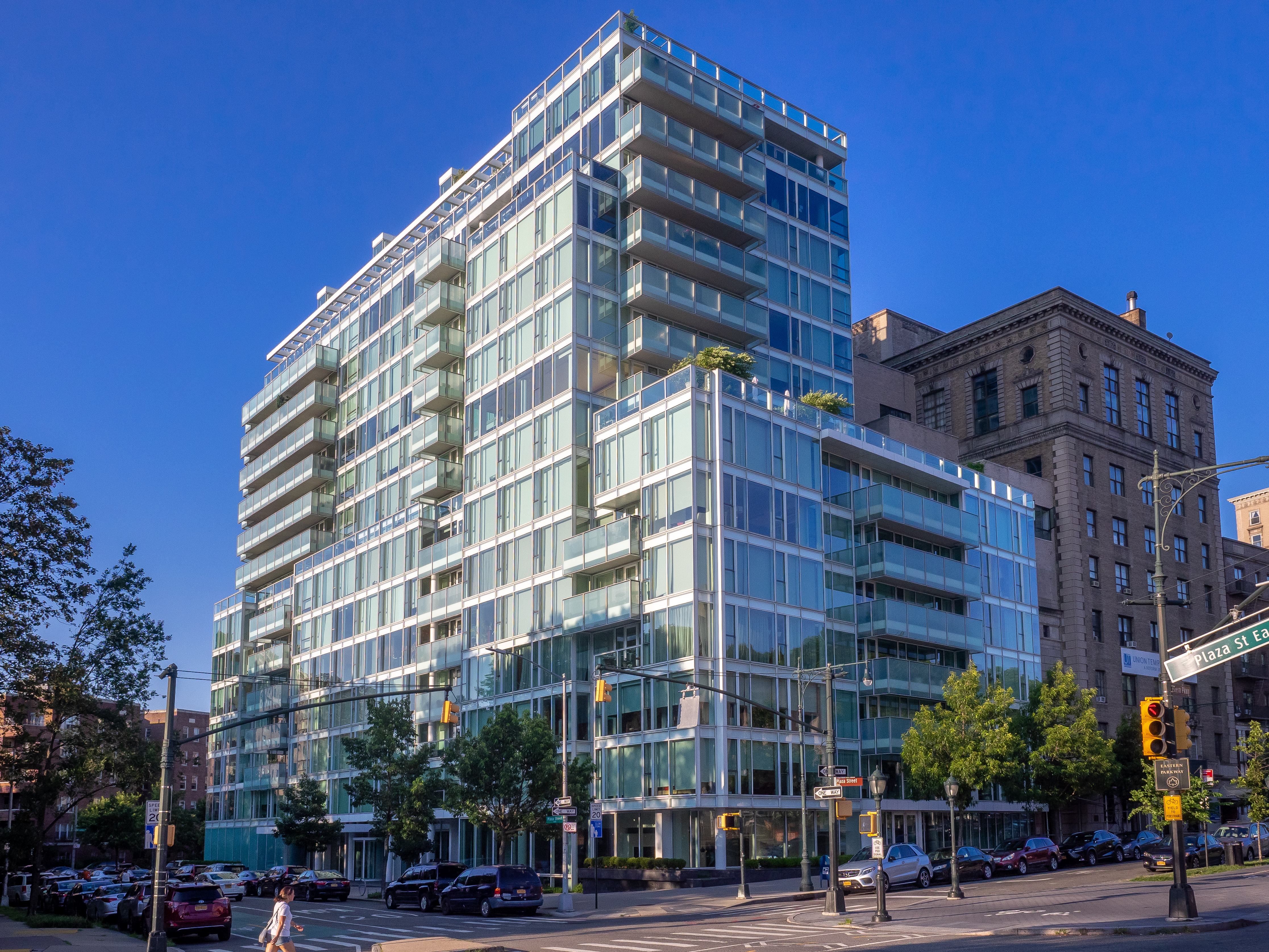
One Grand Army Plaza

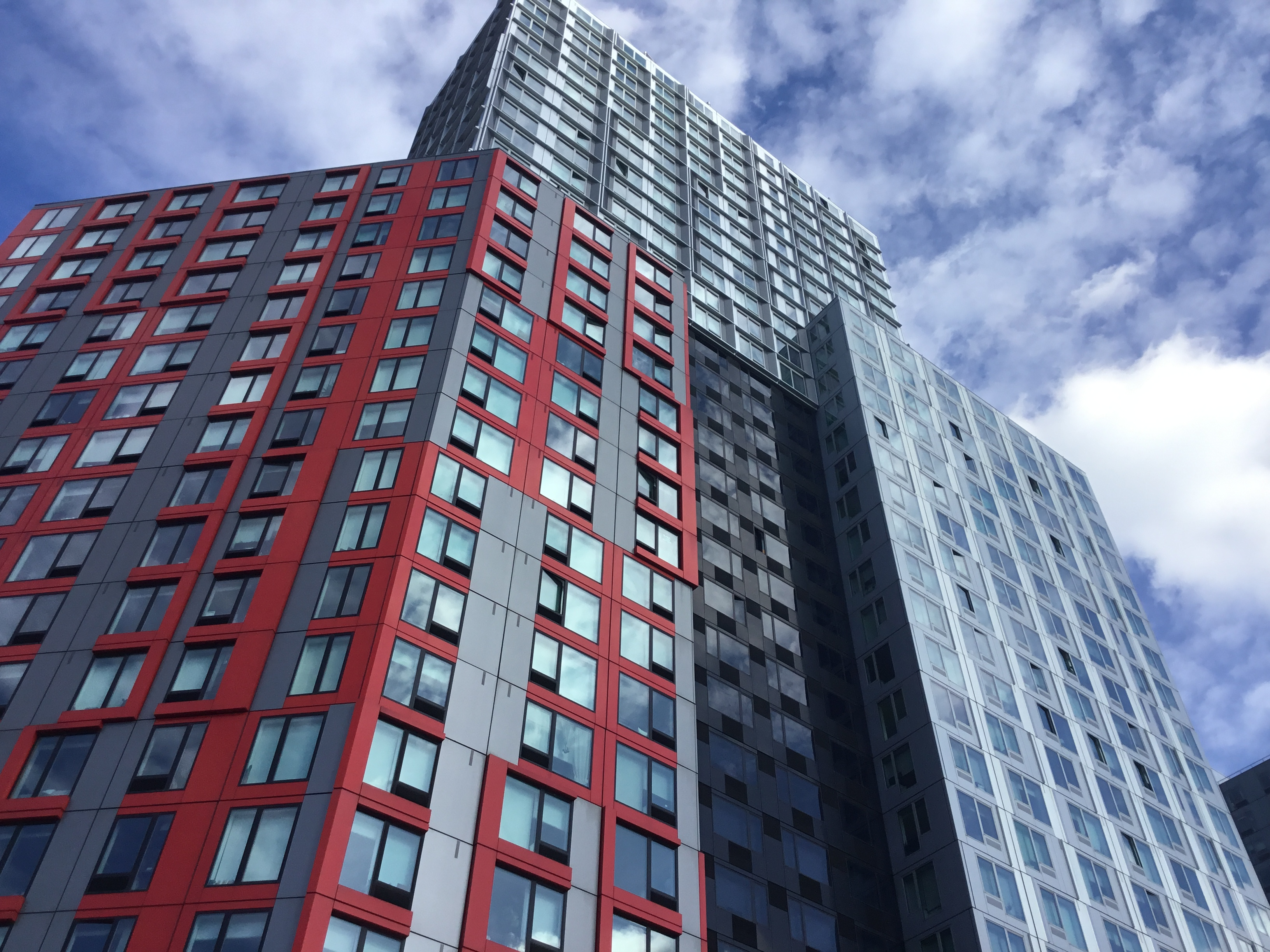
Das in Modulbauweise erbaute 461 Dean

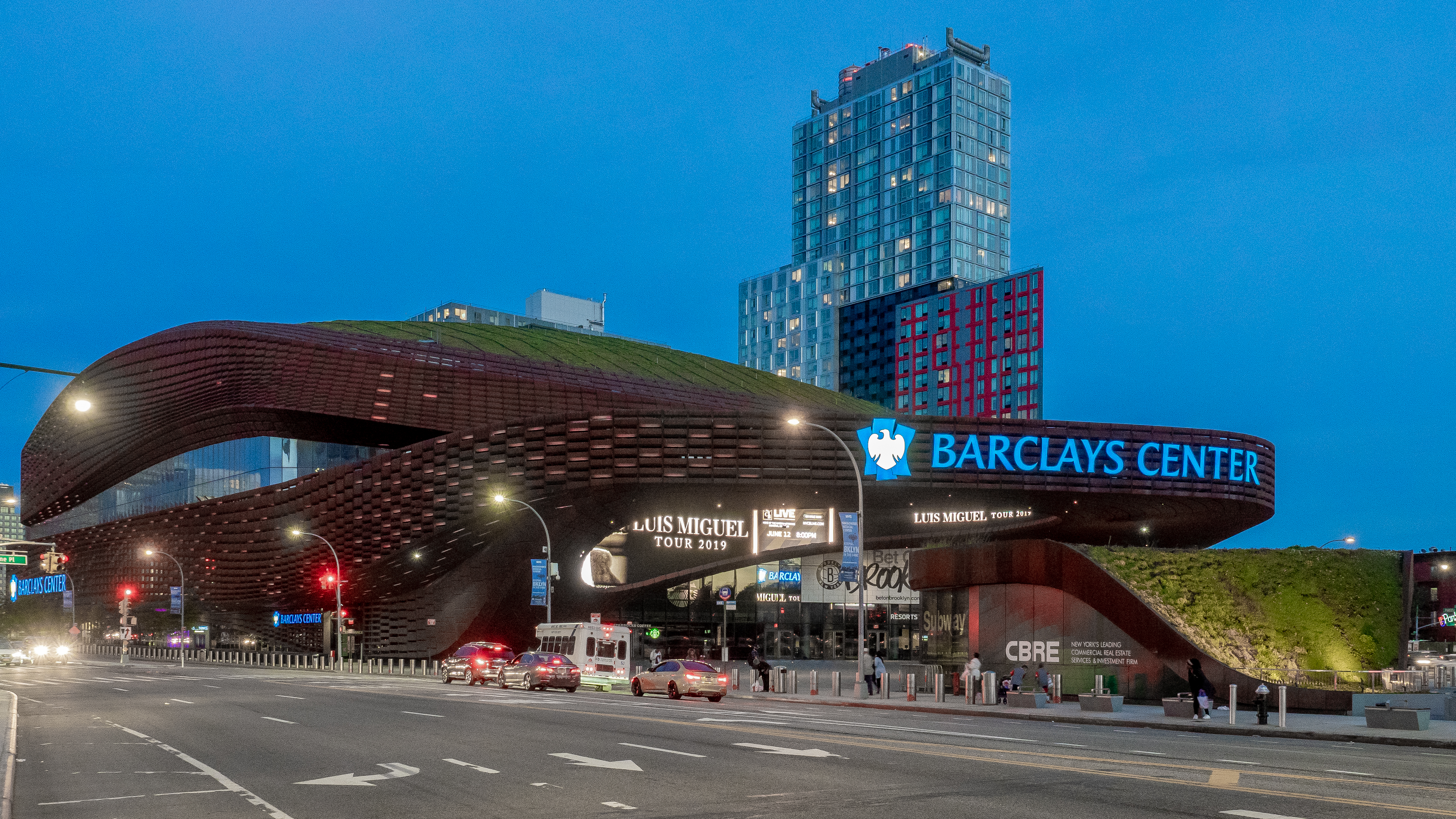
Barclays Center / 461 Dean

Vor der Ankunft der Europäer im 17. Jahrhundert war das Gebiet des heutigen Prospect Heights von den Lenape besiedelt. Bis Anfang des 19. Jahrhunderts bestand Prospect Heights hauptsächlich aus Bauernhöfen und Wäldern. Das Viertel zeichnet sich durch sein ungewöhnliches Straßenraster mit spitzwinkligen Straßenecken aus. Der ursprüngliche Straßenplan basierte auf den Pfaden der Lenape-Indianer und den Grenzen holländischer Farmen. Als Teil des „Commissioners Plan von 1839“ wurde dieser neu gezeichnet, um besser zum Rest von Brooklyn zu passen. Nach der Fertigstellung des Prospect Parks wurden in den 1890er Jahren zahlreiche Villen und Straßenzüge mit Reihenhäusern im Brownstone-Stil errichtet, die sich vorwiegend im Innern des Stadtteils befinden. In den 1910er bis 1960er Jahren war Prospect Heights ein vielfältiges ethnisches Viertel, das italienische, irische, jüdische, deutsche, griechische und amerikanische Bewohner vereinte.
In den 2000er Jahren fand ein demografischer Wandel und eine Gentrifizierung statt, indem zunehmend junge Weiße nach Prospect Heights zogen. Die Veränderungen werden auch durch eine Mischung aus älteren umgebauten Gebäuden, den klassischen Reihenhäusern aus den 1890er Jahren und neu gebauten Luxus-Eigentumswohnungen sichtbar. In der Vanderbilt Avenue und der Washington Avenue siedelten sich zahlreiche neue Bars, Restaurants und Fachgeschäfte an. Größere Wohngebäude stehen hauptsächlich im südlichen und nördlichen Teil des Viertels. Am Grand Army Plaza wurde 2008 das gehobene Wohnhochhaus „One Grand Army Plaza“ aus Glas vom Architekten Richard Meier fertiggestellt. 2012 eröffnete der Rapper, Musikproduzent und Unternehmer Jay-Z das Barclays Center.
Im Norden des Stadtteils befindet sich an der Grenze zu Fort Greene das Städtebauprojekt Pacific Park. Es wird im Norden von der Atlantic Avenue, im Osten von der Vanderbilt Avenue, im Süden von der Dean Street sowie zwischen 6th Avenue und Carlton Avenue von der Pacific Street und im Südwesten der Flatbush Avenue begrenzt. Ab 2003 geplant, fand 2010 der Baubeginn statt. Bis 2023 wurden von den 15 geplanten Wohnhochhäusern acht Gebäude sowie die Multifunktionsarena Barclays Center errichtet. Darunter befindet sich mit dem 162 m hohen Wolkenkratzer Brooklyn Crossing das höchste Gebäude von Prospect Heights. Die endgültige Fertigstellung des Projekts ist für 2035 vorgesehen.
Ein großer zentraler Teil des Viertels ist als Prospect Heights Historic District ausgewiesen und umfasst das Gebiet zwischen der Flatbush Avenue und Washington Avenue sowie Sterling Place und St. Marks Avenue. Es wurde 1983 in das National Register of Historic Places aufgenommen. Das Historic District wurde 2009 von der New York City landmarks ausgewiesen und vom New York City Council genehmigt. Es ist das fünftgrößte historische District in New York City.

## Demographie

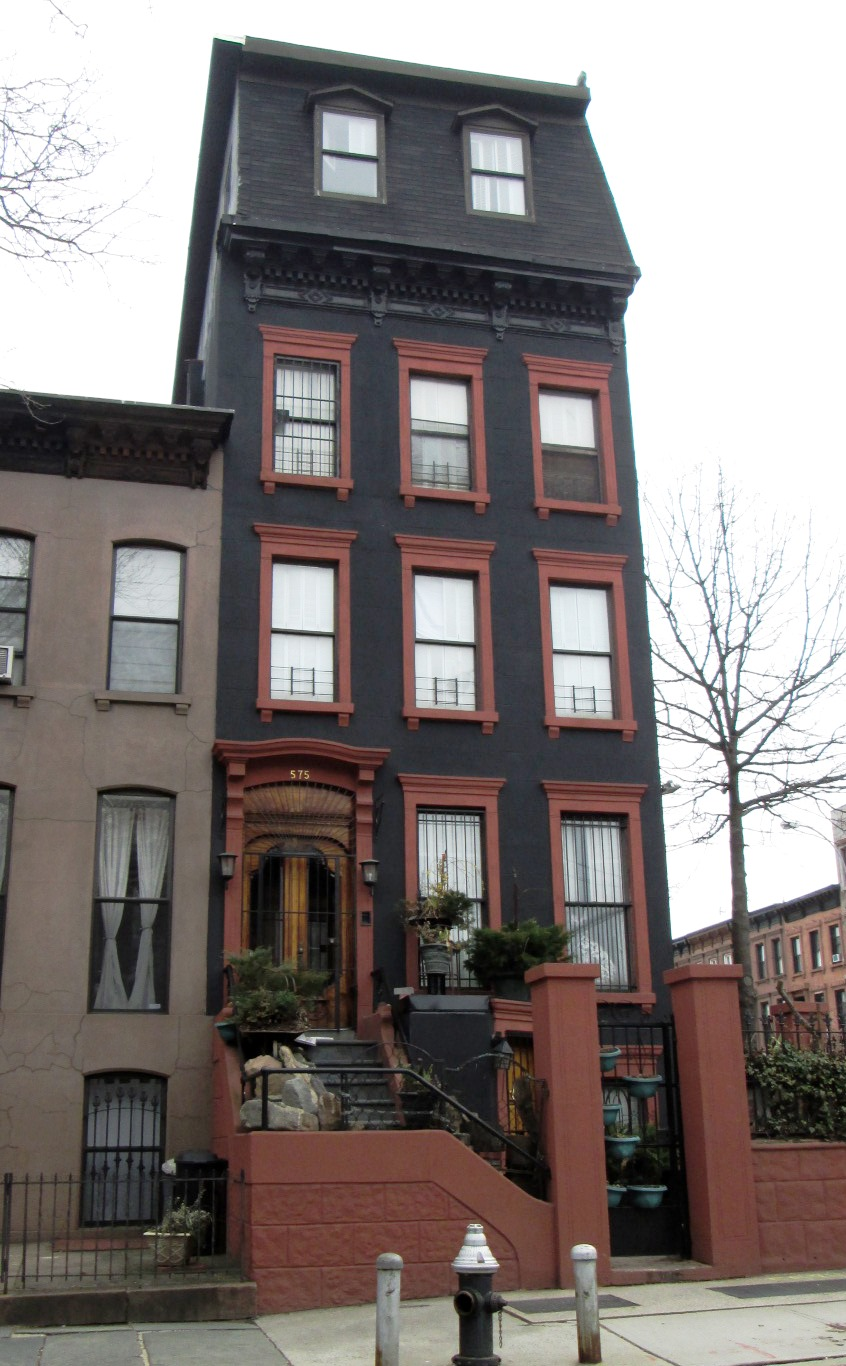
575 Carlton Avenue

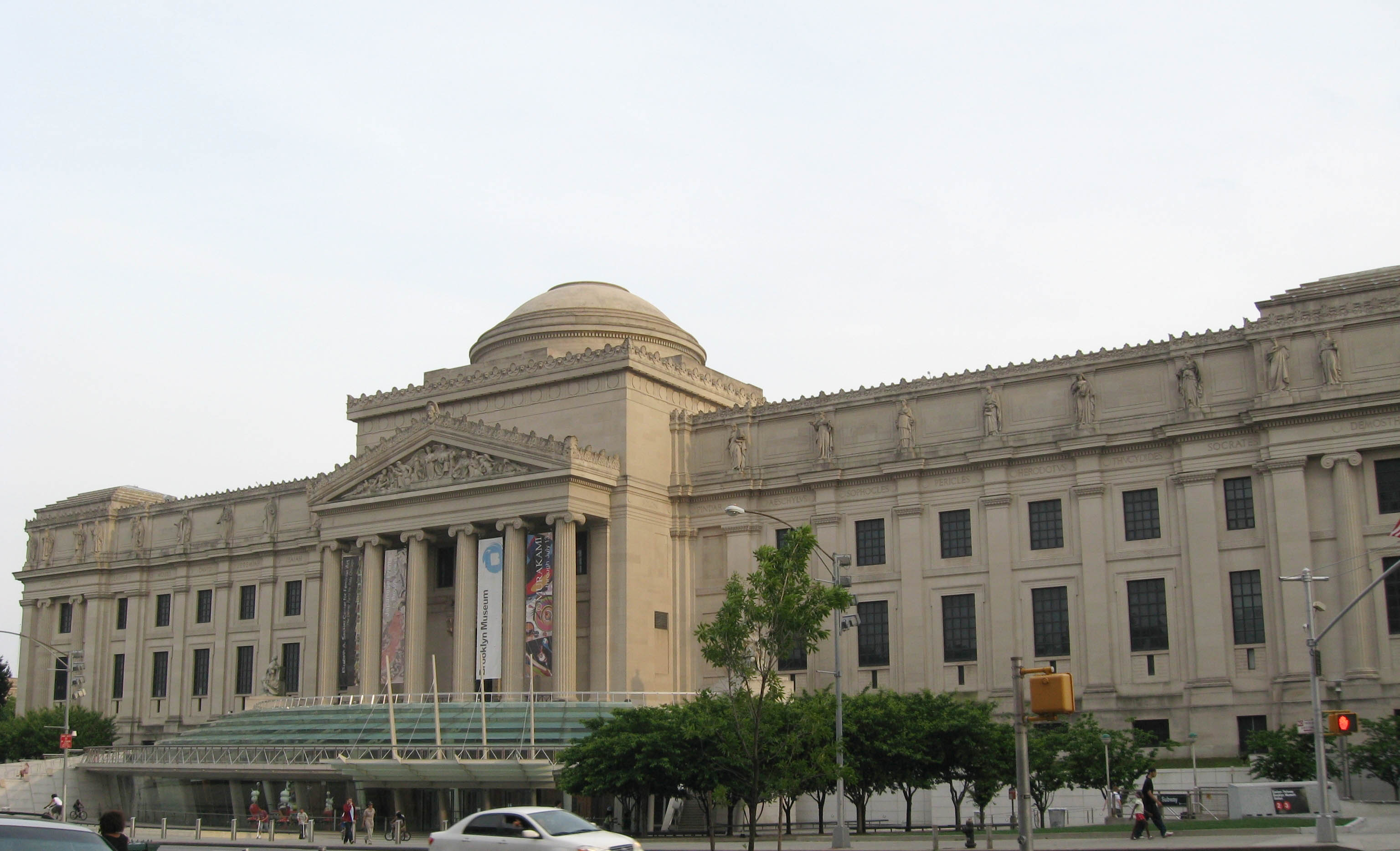
Brooklyn Museum

Im Jahr 2020 hatte das United States Census Bureau die statistischen Zählbezirke (Areas und Tracts) neu konfiguriert. Somit sind die vor 2020 erzielten Daten meist nicht mehr mit den ab 2020 erhobenen Daten vergleichbar, des Weiteren sind die Zählbezirke Neighborhood Tabulations Area (NTA) und Census Tracts meist nicht deckungsgleich mit den genannten Stadtteilgrenzen. Da dies auch bei Prospect Heights zutrifft, werden die Census Blocks als kleinste Einheit zur Berechnung verwendet.
Prospect Heights ist überwiegend von Weißen mit wachsendem Bevölkerungsanteil bewohnt. Laut Volkszählung von 2020 hatte das Viertel 21.109 Einwohner bei einer Einwohnerdichte von 264 Einwohnern pro Hektar. Hier lebten 11.332 (53,7 %) Weiße, 4.088 (19,4 %) Afroamerikaner, 1.906 (9 %) Asiaten, 262 (1,2 %) aus anderen Ethnien und 1.361 (6,4 %) aus zwei oder mehr Ethnien. 10,2 % oder 2.160 Einwohner waren Hispanoamerikaner oder Latinos.

## Verkehr
Prospect Heights hat einen guten Anschluss an die New Yorker U-Bahn. Entlang der Flatbush Avenue und dem Eastern Parkway im Westen und Süden des Stadtteils verkehrt die IRT Eastern Parkway Line mit den Linien  Richtung Osten. Entlang der Flatbush Avenue verlaufen des Weiteren die Linien  der BMT Brighton Line in südlicher Richtung nach Coney Island. Weitere Linien der New York City Subway verkehren unweit in der Fulton Street sowie der 4th Avenue in Park Slope. Im Busverkehr betreibt die New York City Transit Authority fünf Linien durch Prospect Heights. Im Straßenverkehr sorgen die den Stadtteil tangierenden Hauptverkehrsstraßen Prospect Expressway, Flatbush Avenue und Atlantic Avenue für eine gute Anbindung.